# Diego León
Diego León Ayarza (Palencia, España, 16 de enero de 1984) es un exfutbolista español. Jugaba de centrocampista de corte ofensivo y actualmente es agente de jugadores.

## Trayectoria
León comenzó su carrera con el Real Madrid B, pero su forma de trabajo en las filas del club merengue le dio un número en la primera plantilla del equipo para la temporada 2005/06. Sin embargo decidió mudarse al Arminia Bielefeld de Alemania, inicialmente como cedido en enero de 2005, antes de que pudiera hacer el debut con el Real Madrid. Se quedó en Bielefeld hasta el final de la temporada, impresionando lo suficiente para ganar el paso al Grasshopper suizo para la temporada 2006-07.
El 21 de diciembre de 2007, se anunció que León había firmado un precontrato de acuerdo con el Barnsley, durante el mercado de invierno. León hizo su primera aparición con la camisa del Barnsley el 9 de enero, jugando en un partido contra el equipo de reservas del Sheffield United.
Fue clave en varios partidos, como por ejemplo contra el North Preston, en donde marcó un gol con el que el Barnsley certificaba la permanencia en la temporada 2007/08, de una falta desde 35 metros de distancia.
El 7 de mayo de 2009, se anuncia que Diego León deja el club inglés de cara al verano, siendo fichado por la U. D. Las Palmas el 26 de junio.
En verano de 2010 se le comunica que no cuenta en los planes de futuro del club grancanario, tras lo que prueba en el Energie Cottbus de la 2. Bundesliga alemana, aunque no ficha por el club germano. Finalmente, el 24 de agosto de 2010 se desvincula formalmente de la U. D. Las Palmas.
En 9 de julio de 2012 y tras discretos pasos por el SV Wacker Burghausen de la 3. Liga y el Nea Salamis Famagusta FC de la Primera división de Chipre; Diego ficha por el Kerkyra FC de la Super Liga de Grecia para las dos próximas temporadas. Para la temporada siguiente y la posterior vuelve al Nea Salamis Famagusta FC de la Primera división de Chipre. El 4 de agosto de 2015 ficha por el Olympiakos Volos griego y el 16 de enero de 2016 ficha hasta final de temporada por el Doxa Katokopias de la Primera división de Chipre.

## Clubes y estadísticas
- Actualizado el 20 de marzo de 2013.

| Club                     | País       | Año        | Competición                  | Liga  | Liga  | Copa  | Copa  | Europa | Europa |
| Club                     | País       | Año        | Competición                  | Part. | Goles | Part. | Goles | Part.  | Goles  |
| ------------------------ | ---------- | ---------- | ---------------------------- | ----- | ----- | ----- | ----- | ------ | ------ |
| Real Madrid C            | España     | 2001-2002  | Tercera División             | -     | -     | -     | -     | -      | -      |
| Real Madrid B            | España     | 2002-2003  | Segunda División B           | -     | -     | -     | -     | -      | -      |
| Real Madrid B            | España     | 2003-2004  | Segunda División B           | -     | -     | -     | -     | -      | -      |
| Real Madrid B            | España     | 2004-2005  | Segunda División B           | 0     | 0     |       |       |        |        |
| Arminia Bielefeld        | Alemania   | 2004-2005  | Bundesliga                   | 10    | 0     | 2     | 0     |        |        |
| Arminia Bielefeld        | Alemania   | 2005-2006  | Bundesliga                   | 4     | 1     | 1     | 0     |        |        |
| Grasshopper              | Suiza      | 2006-2007  | Super Liga Suiza             | 25    | 3     |       |       | 8      | 1      |
| Grasshopper              | Suiza      | 2007-2008  | Super Liga Suiza             | 5     | 0     |       |       |        |        |
| Barnsley FC              | Inglaterra | 2007-2008  | Football League Championship | 18    | 1     | 2     | 0     |        |        |
| Barnsley FC              | Inglaterra | 2008-2009  | Football League Championship | 19    | 1     | 2     | 0     |        |        |
| U. D. Las Palmas         | España     | 2009-2010  | Segunda División de España   | 21    | 1     |       |       |        |        |
| SV Wacker Burghausen     | Alemania   | 2010-2011  | 3. Liga                      | 11    | 0     |       |       |        |        |
| Nea Salamis Famagusta FC | Chipre     | 2011-2012  | Primera División de Chipre   | 21    | 3     |       |       |        |        |
| Kerkyra FC               | Grecia     | 2012- 2013 | Super Liga de Grecia         | 22    | 0     | 2     | 0     |        |        |
| Nea Salamis Famagusta FC | Chipre     | 2013-2015  | Primera División de Chipre   |       |       |       |       |        |        |
| Olympiakos Volos         | Grecia     | 2015- 2016 | Super Liga de Grecia         |       |       |       |       |        |        |
| Doxa Katokopias          | Chipre     | 2016       | Primera División de Chipre   |       |       |       |       |        |        |

## Palmarés

### Selección española
| Título         | Club                      | Sede       | Año  |
| -------------- | ------------------------- | ---------- | ---- |
| Europeo sub-16 | Selección española sub-16 | Inglaterra | 2001 |